# 116e division d'infanterie
La 116e division d'infanterie de Chine est une division de l'Armée de terre chinoise créé en 1950. Elle participa à la Guerre de Corée.